# 마드리드 지하철 12호선

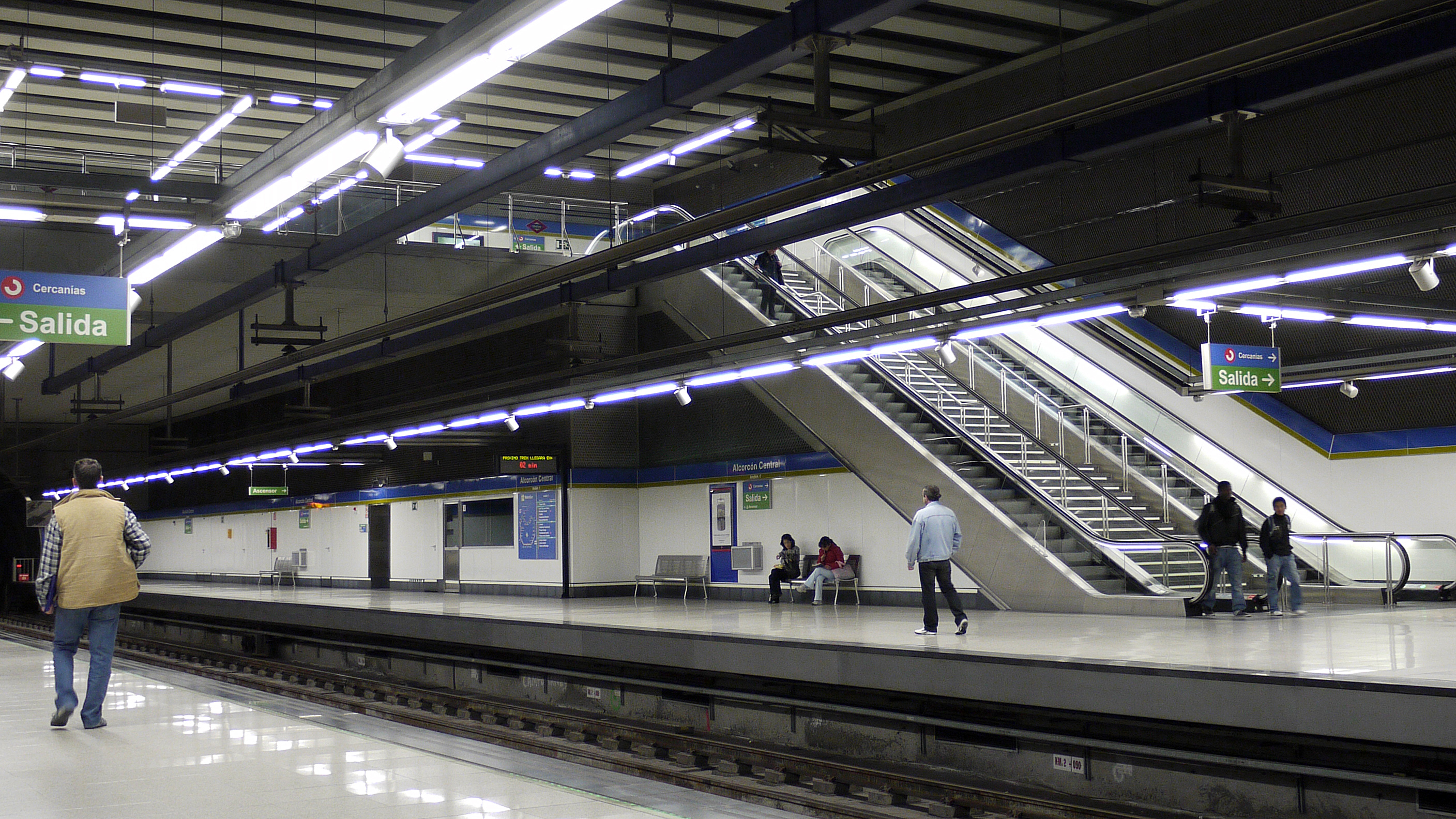
12호선의 센트랄 알코르콘 역

마드리드 지하철 12호선 (línea 12)은 스페인 마드리드 지하철의 노선 중 하나로, 마드리드 남서부 교외지역의 알코르콘, 푸엔라브라다, 헤타페, 레가네스, 모스톨레스 시를 도는 순환선이다. 지하철 10호선과 세르카니아스 노선과 연결되며, 월간 평균 이용객은 300만 명에 달한다. 10호선의 알코르콘 역과 11호선의 라 포르투나 역과 함께 '메트로수르' (MetroSur)를 이루는 핵심 노선이기도 하다.
현재 총 28개 역이 영업중에 있으며 각 역의 승강장 길이는 115m이다. 총연장 길이는 40.96km이며 선로 규격은 광궤이다. 운행되는 열차는 6량 규모이지만 그 중에서 3량만 출입할 수 있도록 해놨는데 이는 승객 수요로 인한 것이다. 아침 출근 시간대인 오전 7시부터 10시까지의 배차간격은 3~4분에 달한다.

## 역사
2003년 4월 11일 10호선의 남부구간 연장과 함께 개통되었다. 마드리드 일대에서 벗어나 공사가 진행된 지하철 노선은 12호선이 처음이었다. 또 마드리드 도심을 경유하지 않고 마드리드 지방 남부에 위치한 도시들만 순환하게 되었다. 첫 개통 이후 일부 구간의 추가공사로 운행을 중단하였으며, 특히 2014년 여름부터 2015년까지는 대대적인 공사를 거쳤다.
2018년 7월 28일부터 10월 14일까지 센트랄 모스톨레스 역부터 후안 데 라 시에르바 역까지의 구간이 시설개선 및 터널보수 공사로 영업을 중단하고 있다.

## 환승 정보

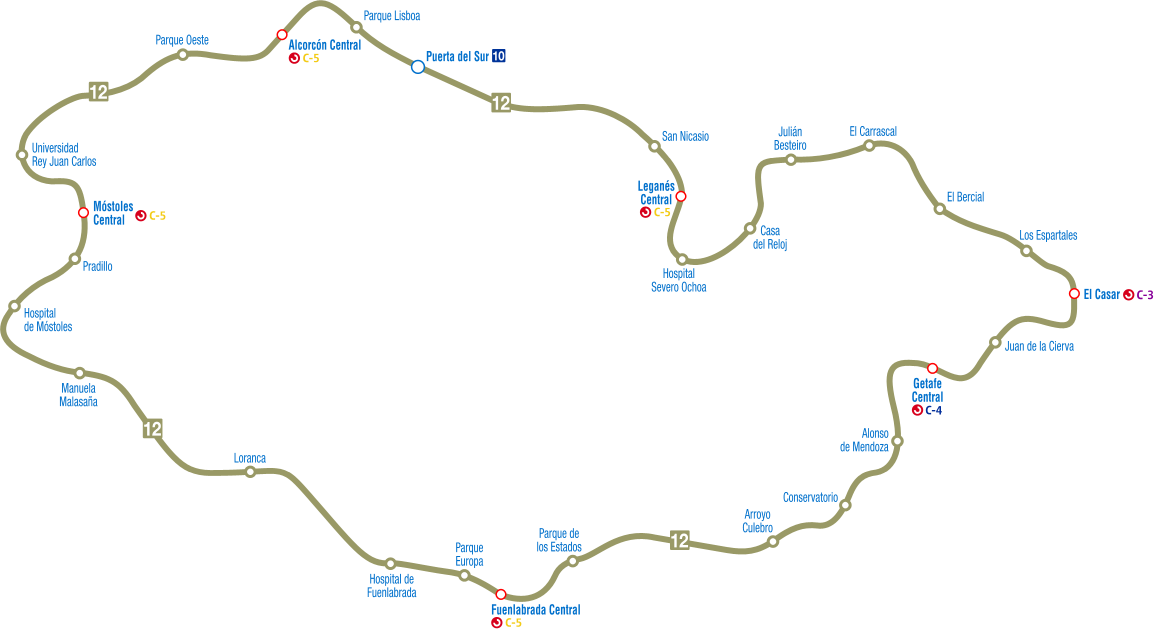
12호선 노선도

11호선과 환승되는 지하철 노선은 하나뿐이지만, 그 대신 세르카니아스 노선 환승역이 많다.
- 10호선 - 푸에르타 델 수르 역
- 세르카니아스 마드리드 - 모스톨레스 센트랄 역, 푸엔라브라다 센트랄 역, 레가네스 센트랄 역, 알코르콘 센트랄 역, 헤타페 센트랄 역, 엘 카사르 역

이밖에 수많은 역에서 시외버스 노선을 탈 수 있다.
흥미로운 점은 마드리드 지하철 노선이면서 마드리드 시 이내에 위치한 역이 단 한 곳도 없다. 이 때문에 마드리드 시 경계를 기준으로 삼은 A구역 이내에 있는 역도 없으며, 대부분 B1구역 (알코르콘, 헤타페, 레가네스 일대)이나 B2구역 (푸엔라브라다, 모스톨레스 일대)에 위치해 있다.

## 같이 보기
- 마드리드 지하철